# LYKN
LYKN (ไลแคน; RTGS: Laiken) é uma boy band tailandesa formada através do reality show de sobrevivência tailandês Project Alpha, que foi ao ar de 4 de dezembro de 2022 a 5 de março de 2023. O LYKN estreou oficialmente em 5 de maio de 2023 pela RISER MUSIC.
O LYKN é composto por Thanat Danjesda (Nut), Pichetpong Chiradatesakunvong (Hong), Chayatorn Trairattanapradit (Tui), Jakrapatr Kaewpanpong (William) e Rapeepong Supatineekitdecha (Lego).
LYKN em si é um homófono de Lycan, que significa humanos com a capacidade de se transformar em algo mais forte a qualquer momento, como lobisomens. Eles nomearam seu fã-clube "LYKYOU", um homófono da frase Like You.

## Discografia

### Singles
| Ano  | Título da Música                             | Gravadora   |
| ---- | -------------------------------------------- | ----------- |
| 2023 | "เลิกกับเขาเดี๋ยวเหงาเป็นเพื่อน" (MAY I?)           | RISER MUSIC |
| 2023 | "เปิดดูตรงไหน" (UMM UMM)                       | RISER MUSIC |
| 2023 | "แอบรักไม่ทำให้ใครตาย" (NO WORRIES)             | RISER MUSIC |
| 2023 | HUI LAY HUI com Sizzy                        | RISER MUSIC |
| 2024 | "ฉ่ำ" (CHARM) com Pond Naravit e Joong Archen | RISER MUSIC |
| 2024 | "ความรักไม่ได้น่ากลัวขนาดนั้น" (TRUST ME)           | RISER MUSIC |
| 2024 | "โฮ่ง!" (SUGOI)                               | RISER MUSIC |
| 2024 | "หยอกไม่หลอก" (TRICK OR TREAT) com Chrrissa   | RISER MUSIC |
| 2024 | LYKYOU                                       | RISER MUSIC |

### OST
| Ano  | Título da Música                                                     | Gravadora     |
| ---- | -------------------------------------------------------------------- | ------------- |
| 2024 | "All I Need" (OST de ThamePo Heart That Skips a Beat)                | GMMTV Records |
| 2024 | "I Know You Want Me" (OST de ThamePo Heart That Skips a Beat)        | GMMTV Records |
| 2025 | "จีบได้มั้ย?" (Would You Mind?) (OST de ThamePo Heart That Skips a Beat) | GMMTV Records |
| 2025 | "หูดับ" (Who Says) (OST de ThamePo Heart That Skips a Beat)            | GMMTV Records |